# Théorie des singularités

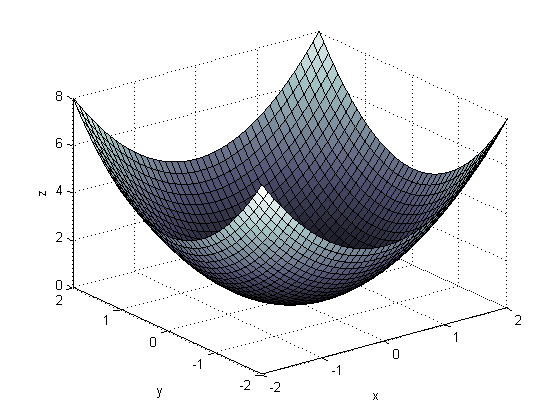
Visualisation de la fonction (x, y) → x² + y²

La théorie des singularités est l'analyse des familles d'objets suivant leur degré de généricité, particulièrement développée par  René Thom. Conçue comme une théorie qualitative des fonctions ou des hypersurfaces, elle joue un rôle, sous l'impulsion de Vladimir Arnold, dans de nombreuses branches des mathématiques et de la physique mathématique. Elle est une façon de penser et de hiérarchiser les problèmes.

## Exemple
Un exemple simple est donné par les courbes de niveau de la fonction :
{\displaystyle (x,y)\mapsto x^{2}+y^{2}}
La courbe de niveau pour une valeur positive est un cercle. La valeur 0 est singulière et pour les valeurs négatives, la courbe est vide.
Cette bifurcation est générique dans le sens où toute perturbation de la fonction dans un voisinage de l'origine donnera une famille de courbes avec le même comportement.
Par exemple, si l'on considère la déformation
{\displaystyle (x,y)\mapsto x^{2}+y^{2}+tx^{3}}
alors pour des valeurs suffisamment petites de t et dans un voisinage de l'origine, les courbes de niveau de la fonction perturbée sont des ovales, un point ou vide. De ce point de vue, la théorie des singularités ne fait que reprendre et moderniser, les concepts de généricité des géomètres algébristes.